# غوردون ماكفيرسن
غوردون ماكفيرسن (بالإنجليزية: Gordon Macpherson)‏ هو لاعب اتحاد الرغبي نيوزلندي، ولد في 9 أكتوبر 1962 في غيسبورن ‏ في نيوزيلندا.